# نموذج ماندل–فليمنج
نموذج ماندل-فليمنج، المعروف أيضًا باسم نموذج IS-LM-BoP (أو نموذج IS-LM-BP)، هو نموذج اقتصادي طرحه كل من روبرت ماندل و ماركوس فليمنج بشكل مستقل. النموذج هو امتداد لنموذج IS – LM. بينما يتعامل نموذج IS-LM التقليدي مع الاقتصاد في ظل الاكتفاء الذاتي (أو الاقتصاد المغلق)، يصف نموذج ماندل – فليمنج اقتصادًا صغيرًا مفتوحًا. تقترح ورقة ماندل أنه بالإمكان تطبيق النموذج على زيورخ وبروكسل وغيرها.
يصور نموذج ماندل - فليمنج العلاقة قصيرة الأمد بين سعر الصرف الاسمي ومعدّل الفائدة والناتج (على عكس نموذج IS-LM للاقتصاد المغلق، الذي يركز فقط على العلاقة بين معدّل الفائدة والناتج). استُخدم نموذج ماندل - فليمنج للقول بأن الاقتصاد لا يمكن أن يحافظ في نفس الوقت على سعر صرف ثابت وحرية حركة رأس المال وسياسة نقدية مستقلة. يمكن للاقتصاد أن يحافظ على اثنين فقط من الثلاثة المذكورين آنفًا في نفس الوقت. يُطلق على هذا المبدأ بشكل متكرر اسم «الثالوث المستحيل» أو «الثالوث غير المقدّس» أو «الثالوث غير المتوافق» أو «الثالوث غير المتناسق» أو «معضلة السياسة الثلاثية» أو «معضلة ماندل – فليمنج الثلاثية».

## تركيبه الأساسي
يرتكز النموذج على افتراضات أساسية هي كما يلي:
- تتطابق أسعار الصرف الفورية والآجلة، ومن المتوقع أن تستمر أسعار الصرف الحالية إلى أجل غير مسمى.
- يفترض النموذج ثبات معدل الأجور النقدية والموارد غير الموظفة وعوائد السعة على نطاق واسع، وبالتالي يبقى مستوى الأسعار المحلية ثابتًا، ويكون عرض الناتج المحلي مرنًا.
- تزيد الضرائب ويزيد الادخار مع زيادة الدخل.
- يعتمد الميزان التجاري على الدخل وسعر الصرف فقط.
- حركة رأس المال أقل من مثالية وجميع الأوراق المالية هي بدائل مثالية. لا يوجد في النظام إلا المستثمرون حياديو المخاطر. يعتمد إذًا الطلب على المال على الدخل ومعدل الفائدة فقط، ويعتمد الاستثمار على معدل الفائدة.
- البلد قيد الدراسة صغير لدرجة أنه لا يمكن أن يؤثر على الدخل الأجنبي أو المستوى العالمي لمعدلات الفائدة.

### المتغيرات
يستخدم النموذج المتغيرات التالية
- Y هو الناتج المحلي الإجمالي الحقيقي
- C هو الاستهلاك الحقيقي
- I  هو استثمار مادي حقيقي، بما في ذلك الاستثمار المزمع في المخزون
- G هو الإنفاق الحكومي الحقيقي (يعتبر متغيرًا خارجيًا)
- M هو العرض النقدي الاسمي الخارجي
- P هو مستوى الأسعار الخارجي
- i هو معدل الفائدة الاسمية
- L هو تفضيل السيولة (طلب نقدي حقيقي)
- T هي الضرائب الحقيقية المفروضة
- NX هو صافي الصادرات الحقيقية

### المعادلات
يعتمد نموذج ماندل – فليمنج على المعادلات التالية
منحنى IS
{\displaystyle Y=C+I+G+NX\,}
حيث NX هي صافي الصادرات
منحنى LM
{\displaystyle {\frac {M}{P}}=L(i,Y)}
يؤدي ارتفاع معدلات الفائدة أو انخفاض الدخل (الناتج المحلي الإجمالي) إلى انخفاض الطلب على النقود.
منحنى ميزان المدفوعات
{\displaystyle BoP=CA+KA\,}
حيث BoP  هو الفائض في ميزان المدفوعات وCA هو الفائض في الحساب الجاري وKA هو الفائض في حساب رأس المال.

### مقومات الاستثمار- الادخار
{\displaystyle C=C(Y-T(Y),i-E(\pi ))\,}
حيث E(π) هو معدل التضخم المتوقع. يؤدي ارتفاع الدخل المتاح أو انخفاض معدل الفائدة الحقيقي (معدل الفائدة الاسمي ناقص منه التضخم المتوقع) إلى ارتفاع الإنفاق الاستهلاكي.
{\displaystyle I=I(i-E(\pi ),Y_{t-1})\,}
حيث Yt-1 هو الناتج المحلي الإجمالي في الفترة السابقة. يؤدي ارتفاع الدخل الثانوي أو انخفاض سعر الفائدة الحقيقي إلى ارتفاع الإنفاق الاستثماري.
{\displaystyle NX=NX(e,Y,Y^{*})}
حيث NX هو صافي الصادرات، وe هو سعر الصرف الاسمي (سعر العملة الأجنبية مقابل وحدات العملة المحلية)، وY هو الناتج المحلي الإجمالي، وY * هو الناتج المحلي الإجمالي المجموع للدول التي تعتبر شركاء تجاريين أجانب. يؤدي ارتفاع الدخل المحلي (الناتج المحلي الإجمالي) إلى زيادة الإنفاق على الواردات وبالتالي انخفاض صافي الصادرات، بينما يؤدي ارتفاع الدخل الأجنبي إلى ارتفاع إنفاق الأجانب على صادرات الدولة وبالتالي يرتفع صافي الصادرات. يؤدي ارتفاع سعر الصرف الاسمي إلى ارتفاع صافي الصادرات.

### مقومات ميزان المدفوعات
{\displaystyle CA=NX}
حيث CA هو الحساب الجاري وNX هو صافي الصادرات. أي أننا ننظر للحساب الجاري على أنه يتألف فقط من واردات وصادرات.
{\displaystyle KA=z(i-i^{*})+k}
حيث i* هو معدل الفائدة الأجنبية، وk هو المكون الخارجي لتدفقات رأس المال، وz هو المكون الحساس لتغير معدلات الفوائد لتدفقات رأس المال، ومشتق الدالة z هو الدرجة حركة رأس المال (تأثير الفروقات بين معدلات الفائدة المحلية والأجنبية على تدفقات رأس المال KA).

### المتغيرات التي يحددها النموذج
بعد استبدال المعادلات اللاحقة بالمعادلات الثلاث الأولى أعلاه، يصبح لدينا نظام من ثلاث معادلات في ثلاثة مجاهيل، اثنان منها هما الناتج المحلي الإجمالي ومعدل الفائدة المحلي. في ظل أسعار صرف المرنة، يكون سعر الصرف هو المتغير الداخلي الثالث، أما ميزان المدفوعات فيضبط على الصفر. على النقيض من ذلك، في ظل أسعار صرف ثابتة، يصبح سعر الصرف الاسمي خارجيًا، ويستخدم النموذج لتحديد فائض ميزان المدفوعات.
في ظل نوعي نظام سعر الصرف، يكون المعروض النقدي الاسمي M خارجيًا، لكن لأسباب مختلفة. في ظل أسعار صرف مرنة، يكون المعروض الاسمي من النقود تحت السيطرة الكاملة للمصرف المركزي، ولكن في ظل أسعار الصرف الثابتة، يكون المعروض النقدي على المدى القصير ثابتًا استنادًا إلى التدفقات النقدية الدولية السابقة، بينما تتسبب هذه التدفقات الدولية مع تطور الاقتصاد بمرور الوقت، بارتفاع أو انخفاض قيم المعروض النقدي، ولكن بمستويات تكون محددة سابقًا.

## ميكانيكا النموذج
يمكن وصف عمل النموذج من خلال رسم IS-LM-BoP البياني، يكون معدل الفائدة المحلية فيه مرسومًا عاموديًا، والناتج المحلي الإجمالي الحقيقي مرسومًا افقيًا. ينحدر منحنى IS (الاستثمار – الادخار) إلى أسفل وينحدر المنحنى LM (تفضيلات السيولة – المعروض النقدي) إلى أعلى، كما هو الحال في تحليل IS-LM  للاقتصاد المغلق. ينحدر منحنى BoP (منحنى ميزان المدفوعات) إلى أعلى ما لم يكن هناك حركة مثالية لرأس المال، وفي هذه الحالة يكون المنحنى أفقيًا عند مستوى معدل الفائدة العالمي.
في هذا الرسم البياني، وفي ظل حركة أقل من مثالية لرأس المال، تعتمد مواقع منحنى IS ومنحنى BoP على سعر الصرف، لأن الرسم البياني IS-LM هو في الواقع مقطع عرضي ثنائي الأبعاد لفضاء ثلاثي الأبعاد يشمل جميع معدلات الفائدة والدخل وسعر الصرف. لكن، في ظل حركة مثالية لرأس المال، يكون منحنى ميزان المدفوعات BoP أفقيًا عند المستوى الذي يتساو فيه معدل الفائدة المحلي مع معدل الفائدة العالمي.